# Anilobe
Anilobe is een plaats en commune in het zuiden van Madagaskar, behorend tot het district Vangaindrano, dat gelegen is in de regio Atsimo-Atsinanana. Tijdens een volkstelling in 2001 telde de plaats 1.977 inwoners.
De plaats biedt enkel lager onderwijs aan. 96% van de bevolking werkt als landbouwer. Het belangrijkste landbouwproduct is koffie; andere belangrijke producten zijn peper, suikerriet en rijst. Verder is 4% actief in de dienstensector.